# Champdor-Corcelles
Champdor-Corcelles – gmina we Francji, w regionie Owernia-Rodan-Alpy, w departamencie Ain. Została utworzona 1 stycznia 2016 roku z połączenia dwóch wcześniejszych gmin: Champdor oraz Corcelles. Siedzibą gminy została miejscowość Champdor. W 2013 roku populacja wyżej wymienionych gmin wynosiła 679 mieszkańców.